# تینوکسولول
تینوکسولول (انگلیسی: Tienoxolol) یک آنتاگونیست گیرنده بتا آدرنرژیک است.